# روبرتو ألتاميرانو
روبرتو ألتاميرانو (بالإسبانية: Roberto Altamirano)‏ هو راكب الكنو مكسيكي، ولد في 27 نوفمبر 1944.

## وصلات خارجية
- روبرتو ألتاميرانو على موقع أوليمبيديا (الإنجليزية)